# كونور ماهوني
كونور ماهوني (بالإنجليزية: Connor Mahoney)‏ (12 فبراير 1997 ببلاكبرن في المملكة المتحدة - ) هو لاعب كرة قدم بريطاني في مركز الهجوم. شارك مع منتخب إنجلترا تحت 17 سنة لكرة القدم ومنتخب إنجلترا تحت 18 سنة لكرة القدم. أما مع النوادي، فقد لعب مع بلاكبيرن روفرز ونادي أكرينغتون ستانلي.

## وصلات خارجية
- كونور ماهوني على موقع قاعدة بيانات كرة القدم.إي يو (الإنجليزية)
- كونور ماهوني على موقع Soccerbase.com (لاعب) (الإنجليزية)
- كونور ماهوني على موقع Soccerway.com (الإنجليزية)
- كونور ماهوني على موقع عالم كرة القدم.نت (الإنجليزية)